# Costa di Eights

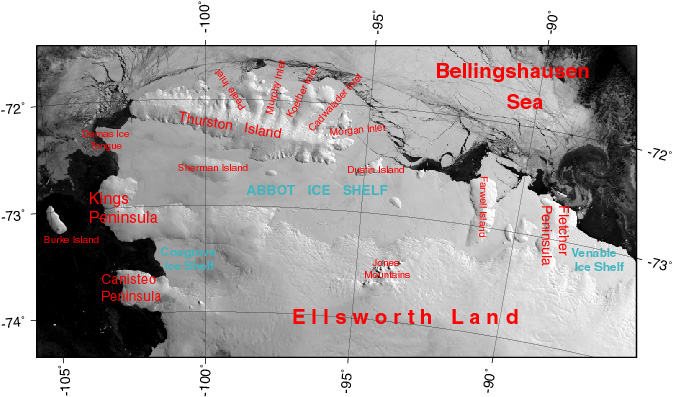
La posizione della costa di Eights, di fronte all'isola Thurston, a ovest della costa di Bryan.

La costa di Eights (centrata alle coordinate 73°30′S 96°00′W) è una porzione della costa della Terra di Ellsworth, in Antartide. In particolare, la costa di Eights si estende tra la punta Pfrogner (72°37′S 89°35′W), sulla penisola Fletcher, a nord-est, e capo Waite (72°42′S 103°03′W), a sud-ovest, e confina a nordest con la costa di Bryan e a sudovest con la costa di Walgreen (e quindi con la Terra di Marie Byrd).

Di fronte alla costa si estende la piattaforma di ghiaccio Abbot, che include al suo interno alcune piccole isole e che la separa dall'isola Thurston.

## Storia
La costa di Eights è stata osservata per la prima volta nel febbraio 1940 durante ricognizioni aree effettuate da membri del Programma Antartico degli Stati Uniti d'America partiti dalla USS Bear. L'intera costa fu infine mappata dallo United States Geological Survey grazie a fotografie aeree scattate dalla marina militare statunitense tra il 1961 e il 1966.
La costa fu battezzata con il suo attuale nome da parte del Comitato consultivo dei nomi antartici in onore di James Eights, geologo newyorkese che, nel 1830, a bordo della Annawan, portò avanti una serie di indagini geologiche nelle isole Shetland Meridionali arrivando alla scoperta del primo fossile mai rinvenuto nella regione antartica, ossia la sezione di un albero. Eights, il primo scienziato americano in Antartide, pubblicò poi, nel 1833, i risultati di tali ricerche nel libro Transactions of the Albany Institute.